# یملیان پوگاچوف

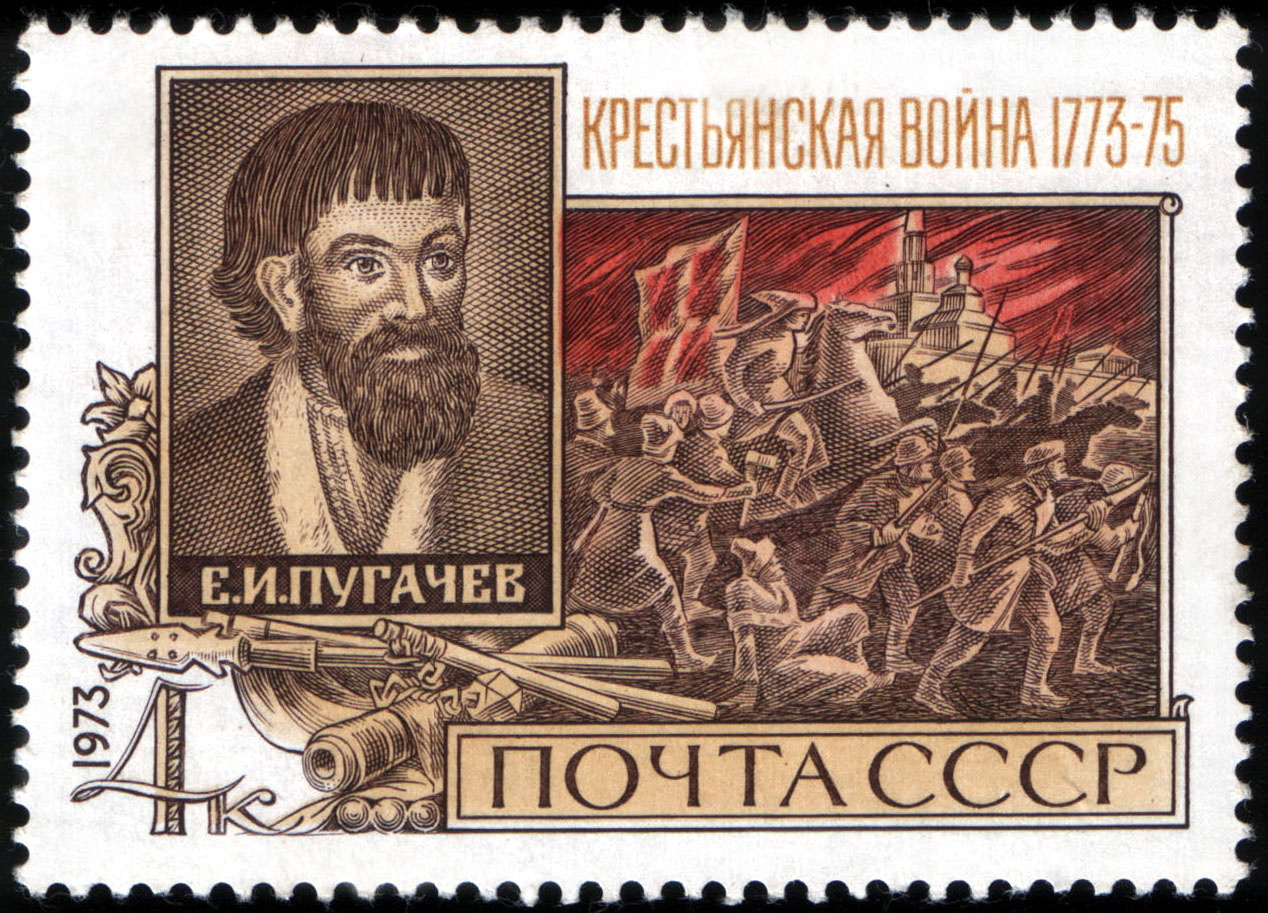
پوگاچف در دوران اتحاد جماهیر شوروی در جایگاه قهرمانی ملی قرار گرفت. در سال ۱۹۷۳ تمبری برای یادبود قیام پوگاچف منتشر شد.

یمِلیان ایوانُویچ پوگاچُف (به روسی: Емелья́н Ива́нович Пугачёв)‏ (۱۷۴۲–۲۱ ژانویه ۱۷۷۵) مدعی تاج و تخت امپراتوری روسیه بود که یک قیام دهقانی بزرگ معروف به شورش پوگاچف را در طول سلطنت کاترین دوم رهبری کرد.
پوگاچف از کُزَک‌های یائیک بود که در چندین جنگ برای ارتش روسیه خدمت کرده بود اما وی در زمان قیام مدعی شده بود که پتر سوم امپراتور روسیه است که در واقع سال‌ها پیش مقتول شده بود. پتر سوم فقط شش ماه در سال ۱۷۶۲ حکومت کرده و پس از ترور او همسرش کاترین دوم به سلطنت رسید.
پوگاچف در اوج قدرت خود بر بیشتر مناطق میان رود ولگا و رشته کوه اورال تسلط یافته و قازان پایتخت تاتارستان را نیز تصرف کرد. وی از نارضایتی‌های سیاسی موجود استفاده کرده و با تشکیل دولتی جایگزین در منطقه تحت تسلط خود به انجام اصلاحات سیاسی و اقتصادی از جمله لغو نظام ارباب و رعیتی در روسیه معروف به سرواژ، لغو خدمت اجباری سربازی، و مالیات‌گیری پرداخت. کُزاک‌های یائیک، دهقانان ناراضی، اقلیت‌های قومی مانند باشقیرها و افراد مذهبی که به دخالت دولت در امور کلیسا معترض بودند، نیروهای پوگاچف را تشکیل می‌دادند. نقطه ضعف سپاه پوگاچف نداشتن فرماندهان باتجربه در امور نظامی و انضباط جنگی بود. آنها در اواخر سال ۱۷۷۴ چندین شکست پیاپی را متحمل شده و پوگاچف با خیانت یاران خودش دستگیر شد. وی به مسکو انتقال یافته و به‌شکل وحشیانه‌ای اعدام شد.
الکساندر پوشکین نویسنده صاحبنام روس تاریخچه‌ای از این شورش را نوشته است. همچنین داستان دختر سروان او در متن این رویداد جریان دارد.